# Puerta de la Ciudad (La Valeta)
La Puerta de la Ciudad (en maltés: Bieb il-Belt) es una puerta situada a la entrada de La Valeta, Malta. La puerta actual, que es la quinta que se levanta en el lugar, se construyó entre 2011 y 2014 según los diseños del arquitecto italiano Renzo Piano.
La primera puerta que se erigió en el lugar fue la de San Giorgio, construida en 1569 según los diseños de Francesco Laparelli o Girolamo Cassar. La puerta pasó a llamarse Porta Reale ( en maltés: Putirjal ) alrededor de 1586, antes de ser reconstruida en 1633, probablemente según los diseños de Tommaso Dingli. Durante la ocupación francesa de Malta en 1798, pasó a llamarse brevemente Porte Nationale, pero su nombre volvió a ser Porta Reale cuando Malta cayó bajo dominio británico en 1800. En 1853, fue sustituida de nuevo por una puerta más grande, que también se conocía como Kingsgate o Kingsway. Estas tres primeras puertas estaban fortificadas y formaban parte de las murallas de La Valeta.  La puerta también se llamaba informalmente Porta di terra (que significa "puerta de tierra"), ya que era el único acceso a la ciudad por tierra.
La última puerta fortificada fue demolida en 1964, siendo sustituida por una puerta racionalista diseñada por Alziro Bergonzo. Esta puerta fue demolida en 2011, y fue sustituida por la puerta de Piano, que se completó en 2014.

## Ubicación

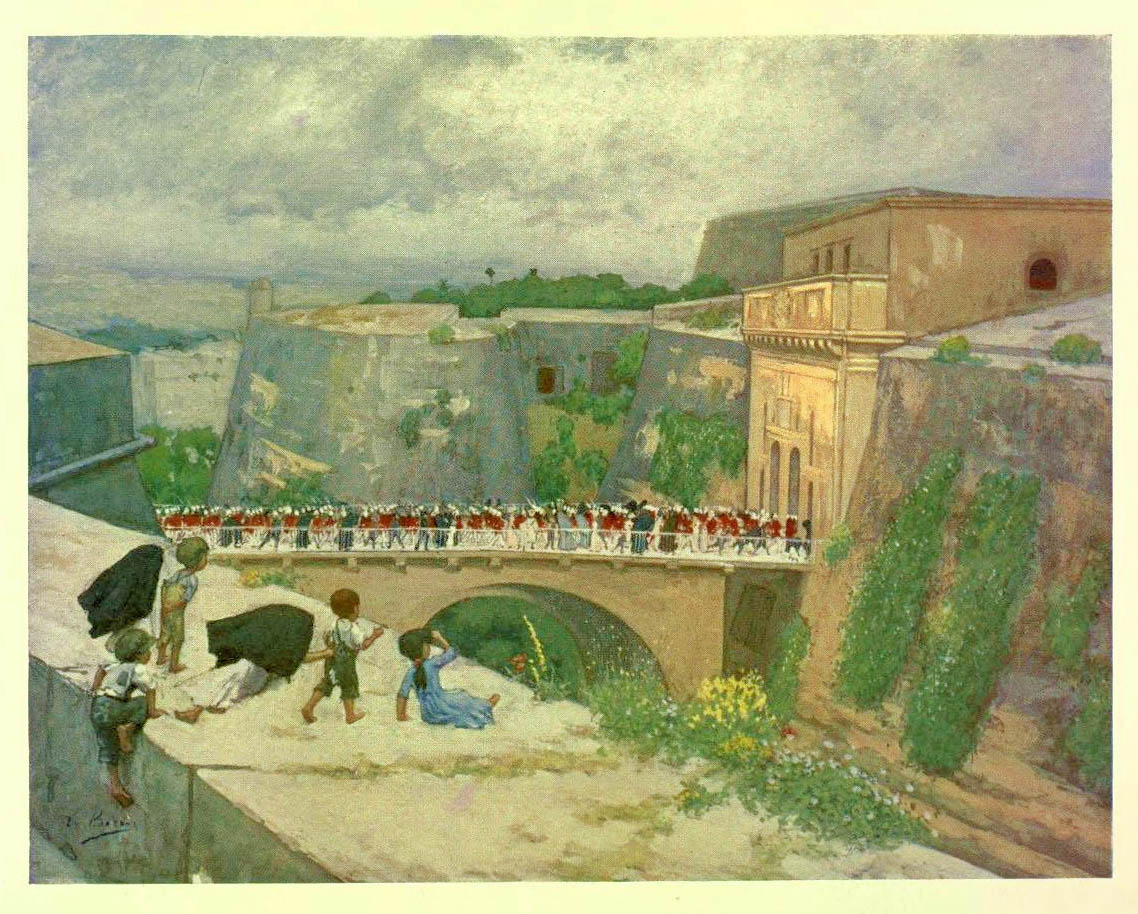
Pintura de 1910 del puente que lleva a la Puerta de la Ciudad

La Puerta de la Ciudad se encuentra dentro de la Cortina de la Porta Reale,un muro cortina en el centro del frente terrestre de La Valeta, situado entre los bastiones de Santiago y San Juan. Un puente que atraviesa el profundo foso de La Valeta conduce a la puerta. Originalmente, la puerta estaba protegida por una couvre porte, un foso avanzado y una luneta conocida como Luneta de Santa Magdalena. Durante la dominación británica, la luneta fue demolida y parte del foso avanzado fue rellenado. Más tarde, el lugar fue ocupado por la terminal de autobuses, con la Fuente del Tritón en el centro. La plaza que rodea la fuente se ha convertido en una zona peatonal.
La puerta marca el comienzo de la calle de la República, la calle principal de La Valeta que llega hasta el Fuerte de San Elmo, en el extremo opuesto de la ciudad. Entre los edificios que se encuentran en las inmediaciones de la Puerta de la Ciudad están la Casa del Parlamento, las ruinas de la Ópera Real y la galería comercial de la Puerta de la Ciudad. El Caballero de Santiago y el Caballero de San Juan se encuentran a ambos lados de la puerta, cerca de la Casa del Parlamento y de la galería comercial, respectivamente.
La Puerta de la Ciudad era una de las tres puertas que daban acceso a la ciudad; las otras eran la Puerta de Marsamxett y la Puerta del Monte, en los extremos occidental y oriental de la ciudad. La Puerta de Marsamxett fue demolida a principios del siglo XX, mientras que la Puerta del Monte fue sustituida por la Puerta de la Victoria en 1885.

## Historia

### Primera puerta (1569-1633)
La puerta original de La Valeta era conocida como Porta San Giorgio, y fue construida durante el reinado del Gran Maestre Jean Parisot de Valette, que da nombre a la ciudad. La Porta San Giorgio fue posiblemente diseñada por Francesco Laparelli, el ingeniero militar italiano que diseñó la mayoría de las fortificaciones de La Valeta, o por su ayudante maltés Girolamo Cassar. La construcción comenzó en abril de 1566 y se completó en 1569. La puerta tenía un diseño bastante sencillo, y era simplemente una pequeña abertura sin adornos en los muros de cortina.
Originalmente, un puente de madera unía Porta San Giorgio con el campo al otro lado del foso. En algún momento antes de 1582, un puente de piedra sustituyó al de madera. El propio puente fue sustituido varias veces, pero sus cimientos excavados en la roca permanecen intactos y siguen soportando el puente actual.
Hacia 1586, durante el reinado del Gran Maestre Hugues Loubenx de Verdalle, la puerta pasó a llamarse Porta Reale. A finales del siglo XVI, se construyó una puerta exterior más pequeña y se añadió un arco de triunfo sobre la puerta original.

### Segunda puerta (1633-1853)

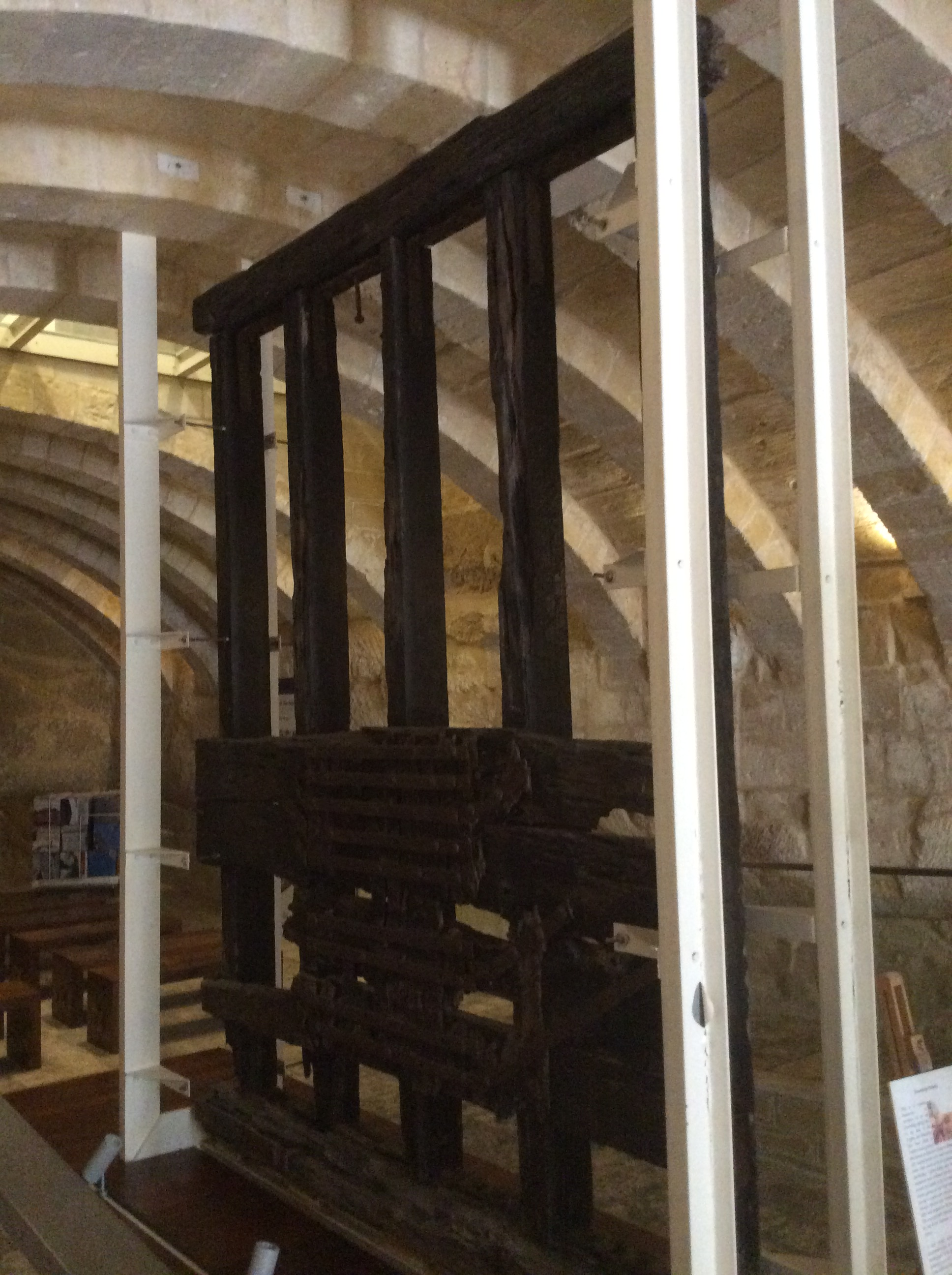
Puente levadizo del que se cree que procede de la segunda puerta de la ciudad, ahora expuesto en el Centro de Interpretación de las Fortificaciones

La segunda puerta de la ciudad se construyó en 1633, durante la magistratura del Gran Maestre Antoine de Paule. Esta puerta estaba más ornamentada que su predecesora, Porta San Giorgio, y consistía en un arco central con un arco más pequeño a cada lado, y un puente levadizo de madera que cruzaba el foso profundo y seco que se encuentra inmediatamente fuera de las murallas de la ciudad.
Esta puerta se atribuye a menudo al arquitecto maltés Tommaso Dingli, aunque no hay pruebas documentales que apoyen esta afirmación.
Durante la ocupación francesa de Malta en 1798-1800, la puerta se conocía como Porte Nationale . De acuerdo con la Proclamación No. VI de 1814, emitida por el gobernador Sir Thomas Maitland, el escudo de armas británico se instaló en la puerta en 1815. Este escudo de armas podría haber sido obra del escultor Vincenzo Dimech.
La puerta se modificó con el tiempo, y a finales del siglo XVIII y principios del XIX había una serie de elementos que no formaban parte del diseño original de Dingli. La puerta fue demolida en 1853, ya que era demasiado pequeña y hubo que ampliarla.
Los restos de un puente levadizo del siglo XVII que se cree que estaba instalado en Porta Reale se exponen ahora en el Centro de Interpretación de las Fortificaciones.

### Tercera puerta (1853-1964)

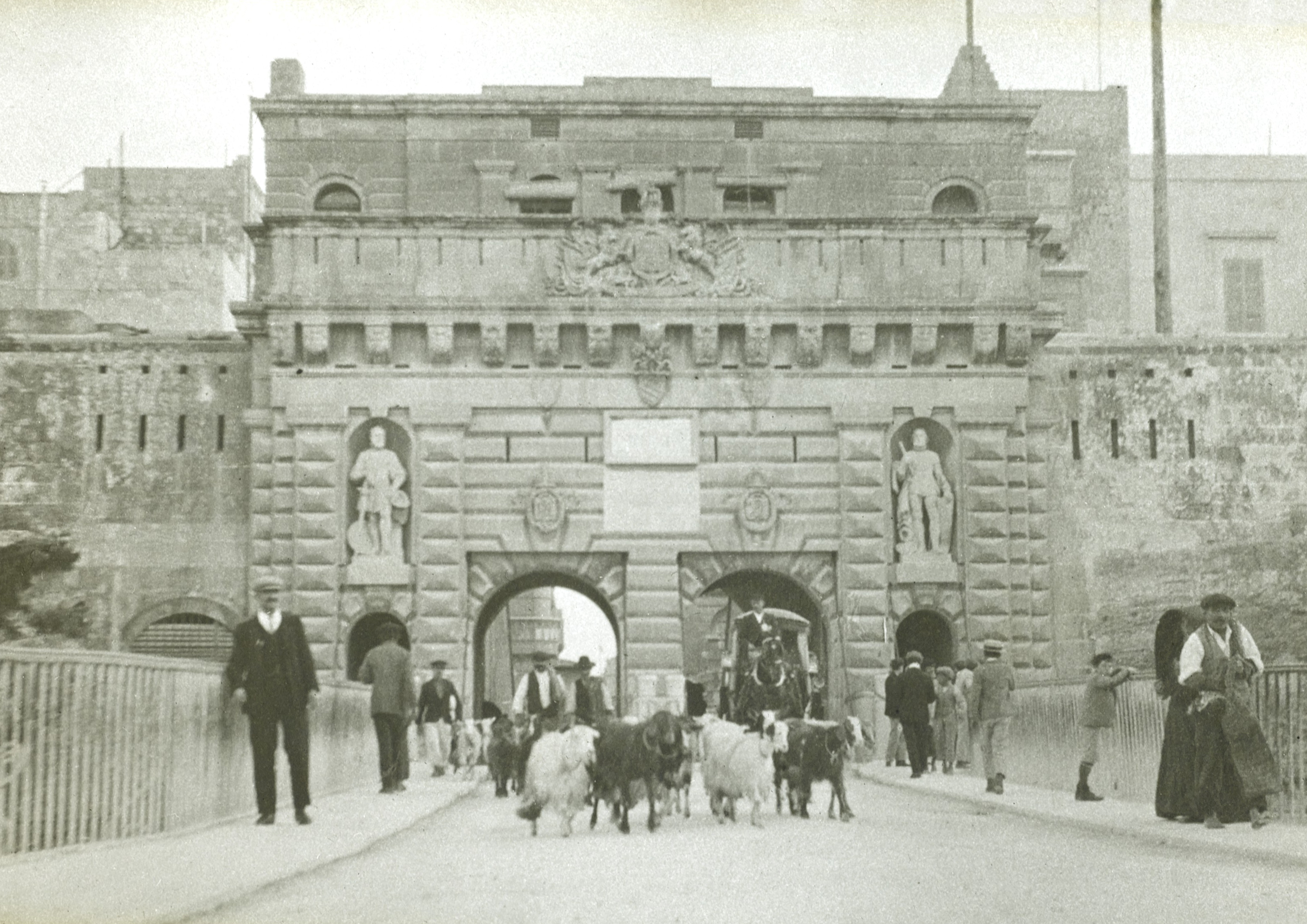
La Kingsgate a principios del siglo XX

La tercera puerta de la ciudad se construyó en 1853, durante el apogeo del dominio británico de Malta. La puerta se conocía como Porta Reale, y también se la conocía como Putirjal en maltés y Kingsgate o Kingsway en inglés.
La puerta fue diseñada por el Coronel Thompson, de los Ingenieros Reales, y constaba de dos arcos centrales con otros dos más pequeños. A ambos lados de la puerta había dos estatuas: una de Philippe Villiers de L'Isle-Adam, el primer Gran Maestre de Malta, y otra de Jean Parisot de Valette, el fundador de la ciudad. El 24 de julio de 1892 se instaló sobre el arco de la parte posterior de la puerta un busto de bronce del Papa Pío V, que había hecho importantes contribuciones financieras a la construcción de La Valeta.

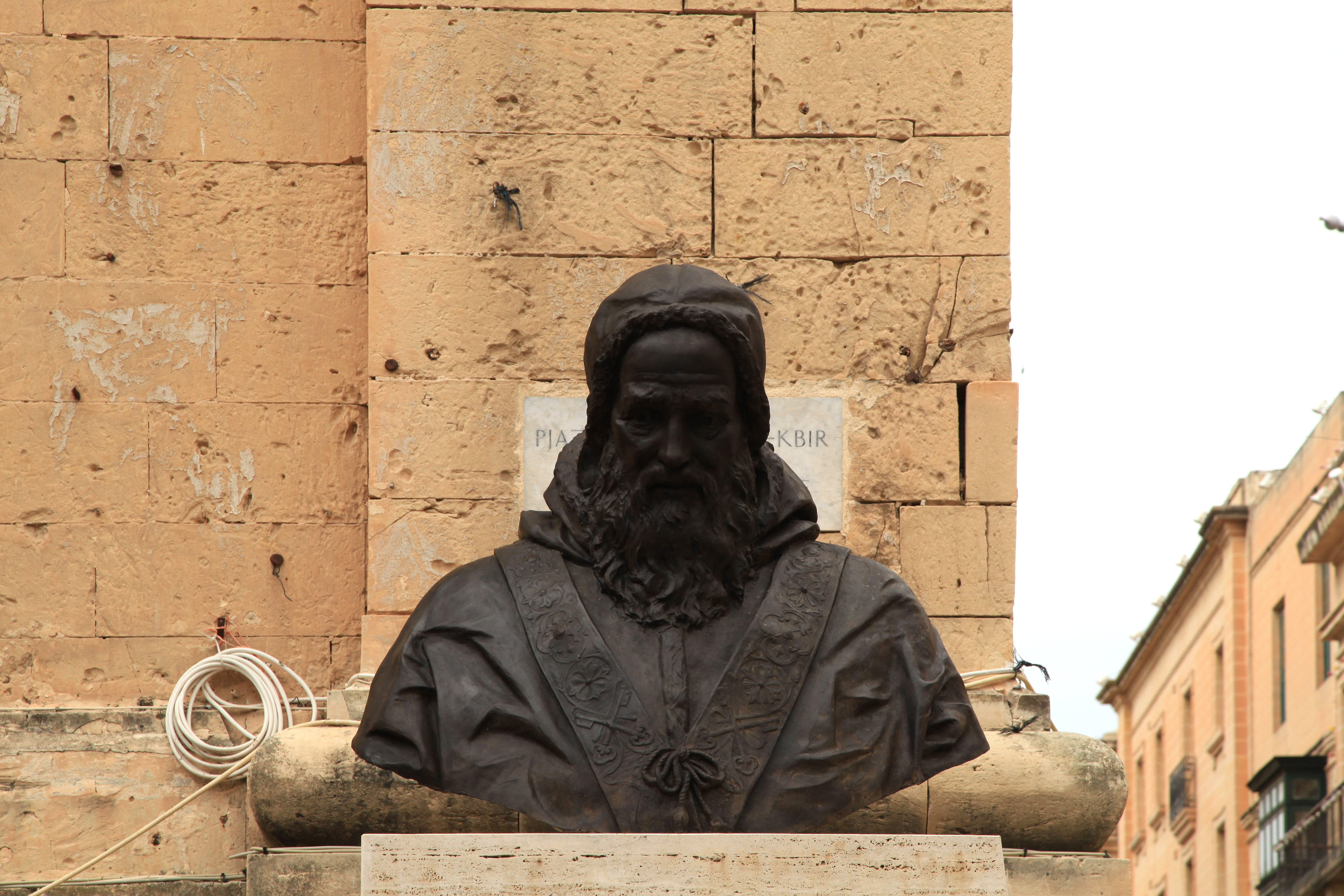
Busto del Papa Pío V que se instaló en Porta Reale en 1892, ahora se encuentra en la Plaza del Gran Asedio

A principios del siglo XX, la puerta se consideraba demasiado pequeña para soportar la gran afluencia de personas que entraban en la ciudad. Las primeras propuestas para solucionar este problema se hicieron en la década de 1920, y algunas incluían la sustitución de la puerta por una calzada abierta. Kingsgate sobrevivió a los bombardeos de la Segunda Guerra Mundial, aunque sufrió ligeros daños en abril de 1942, cuando el puente que conducía a la puerta fue alcanzado por un bombardeo aéreo. Las estatuas de L'Isle-Adam y de Valette fueron destruidas durante este ataque.
Los primeros planes para reurbanizar la Ópera Real y la entrada de La Valeta se hicieron en los años 50. El Primer Ministro George Borg Olivier reactivó este proyecto en 1962, centrándose en la puerta de la ciudad. El proyecto de sustituir la puerta por una más grande se anunció en la Exposición de la Feria de 1963, y la puerta se derribó en junio de 1964.
Tras la demolición de la puerta, el busto de Pío V se almacenó, antes de ser recuperado por el Ayuntamiento de La Valeta en 1993. En 2005, el busto se trasladó a la Plaza del Gran Asedio, cerca de la Concatedral de San Juan y de los Tribunales de Justicia.

### Cuarta puerta (1965-2011)

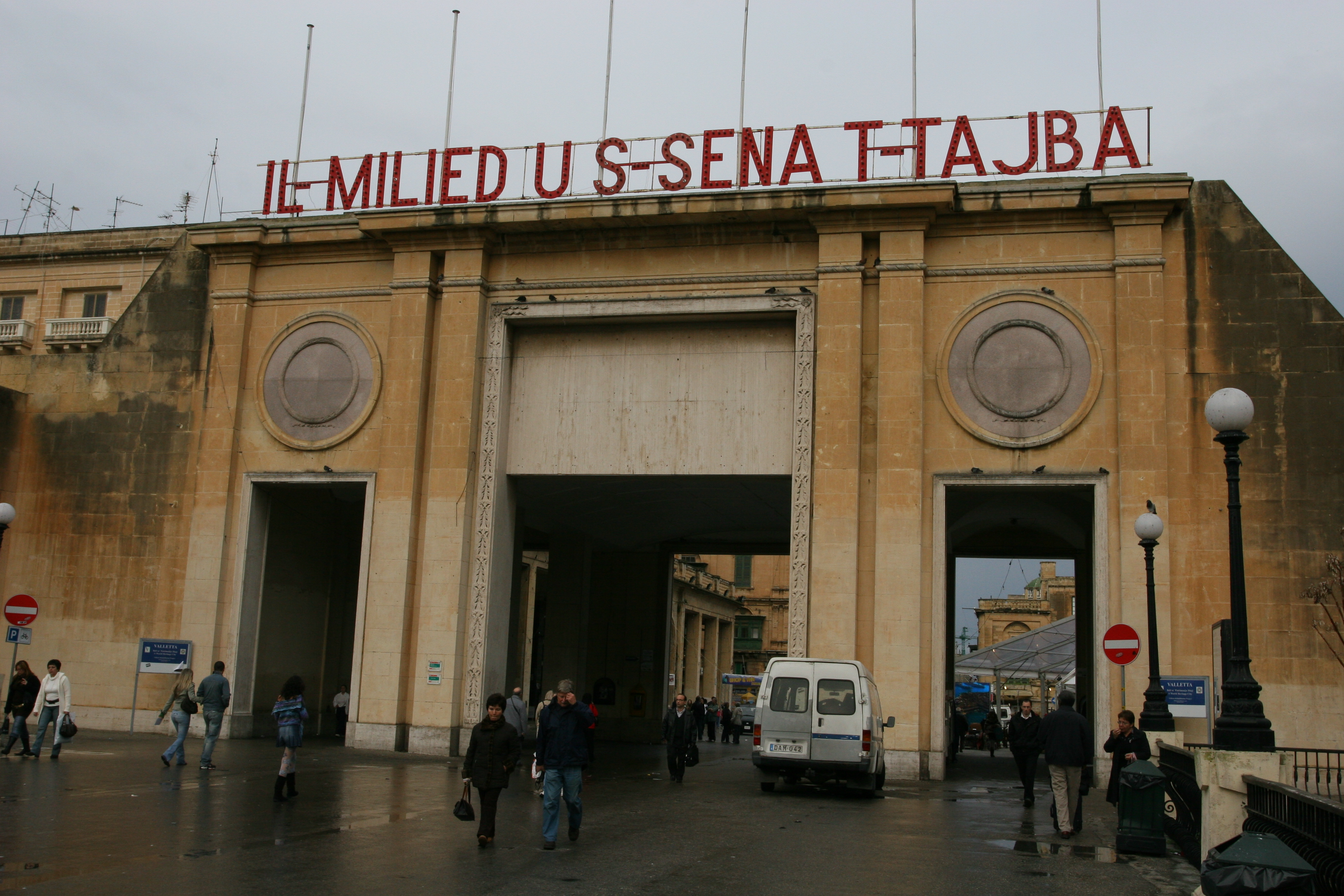
La puerta de la ciudad de Bergonzo fotografiada en 2006

La cuarta puerta de la ciudad se construyó entre junio de 1964 y agosto de 1965 según los diseños del arquitecto Alziro Bergonzo, de estilo racionalista italiano. La puerta consistía en una gran apertura en el centro con dos más pequeñas en los laterales, y tenía un diseño sencillo con poca ornamentación. La calle del Papa Pío V (en maltés: Triq il-Papa Piju V) pasaba por encima de la puerta.
La puerta formaba parte de un proyecto que nunca llegó a completarse, el de la remodelación de la entrada a La Valeta y la Ópera Real. En el momento de su construcción fue controvertida, ya que el público en general tenía opiniones encontradas sobre la puerta. En marzo de 1965, cuando la construcción de la puerta estaba en marcha, la Cámara de Arquitectos criticó su diseño como un "fracaso arquitectónico". Los argumentos a favor de la puerta decían que ofrecía una mejor vista de los baluartes y que su diseño reflejaba la austeridad de las fortificaciones.
En las décadas siguientes, la puerta fue objeto de más críticas y hubo un interés público por sustituirla. El arquitecto italiano Renzo Piano planeó por primera vez la remodelación de la entrada de La Valeta en 1988, pero el proyecto se archivó en 1992. En 2008, el Gobierno reanudó los contactos con Piano para sustituir la puerta. Los nuevos planes de Piano se revelaron el 27 de junio de 2009, y la Puerta de la Ciudad fue demolida entre el 2 y el 5 de mayo de 2011, con la presencia del Primer Ministro Lawrence Gonzi. La demolición de Puerta de la Ciudad y de los soportales cercanos de la Plaza de la Libertad costó un total de 1,39 millones de euros.

### Quinta puerta (2014-presente)

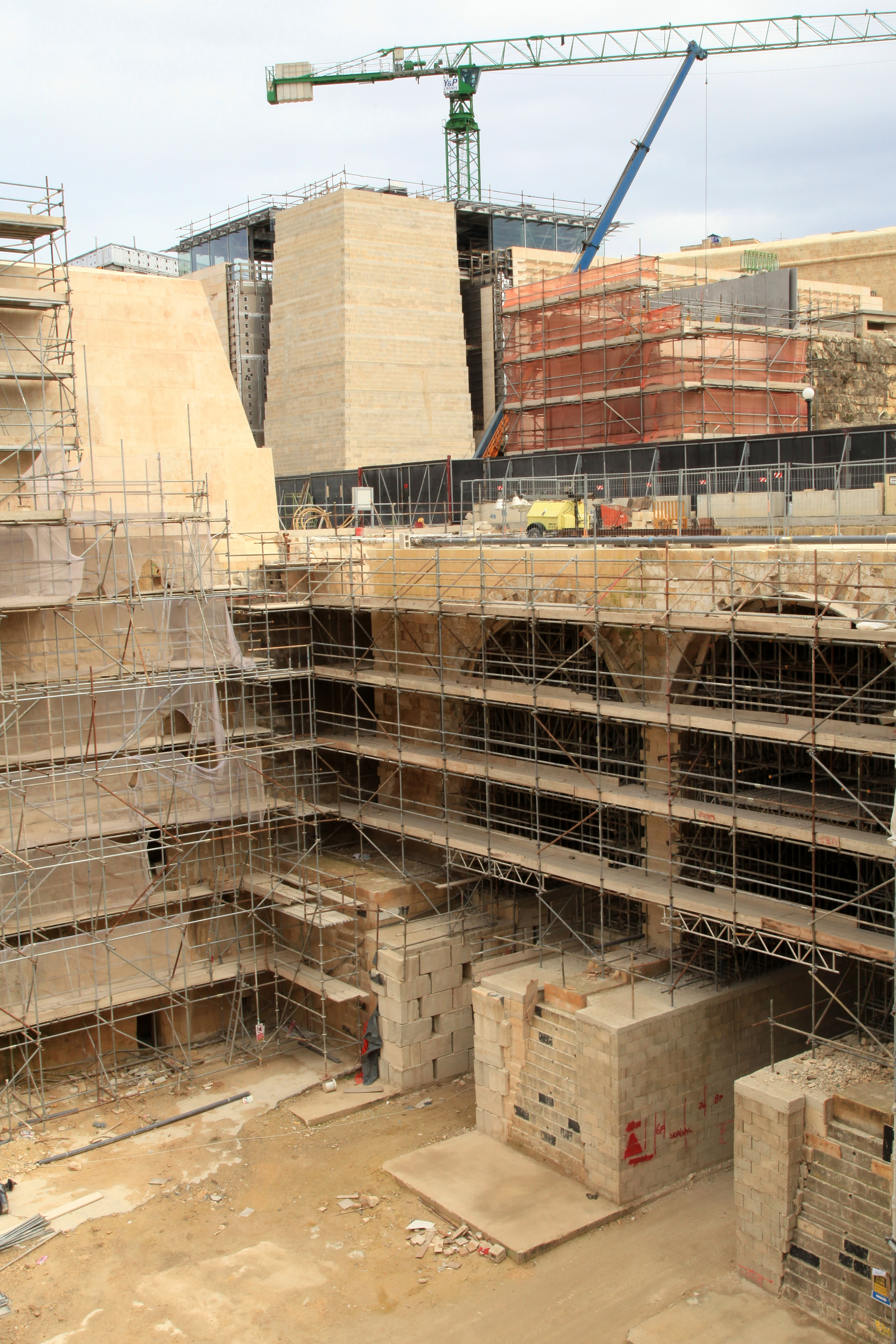
Quinta puerta de la ciudad en construcción en 2013

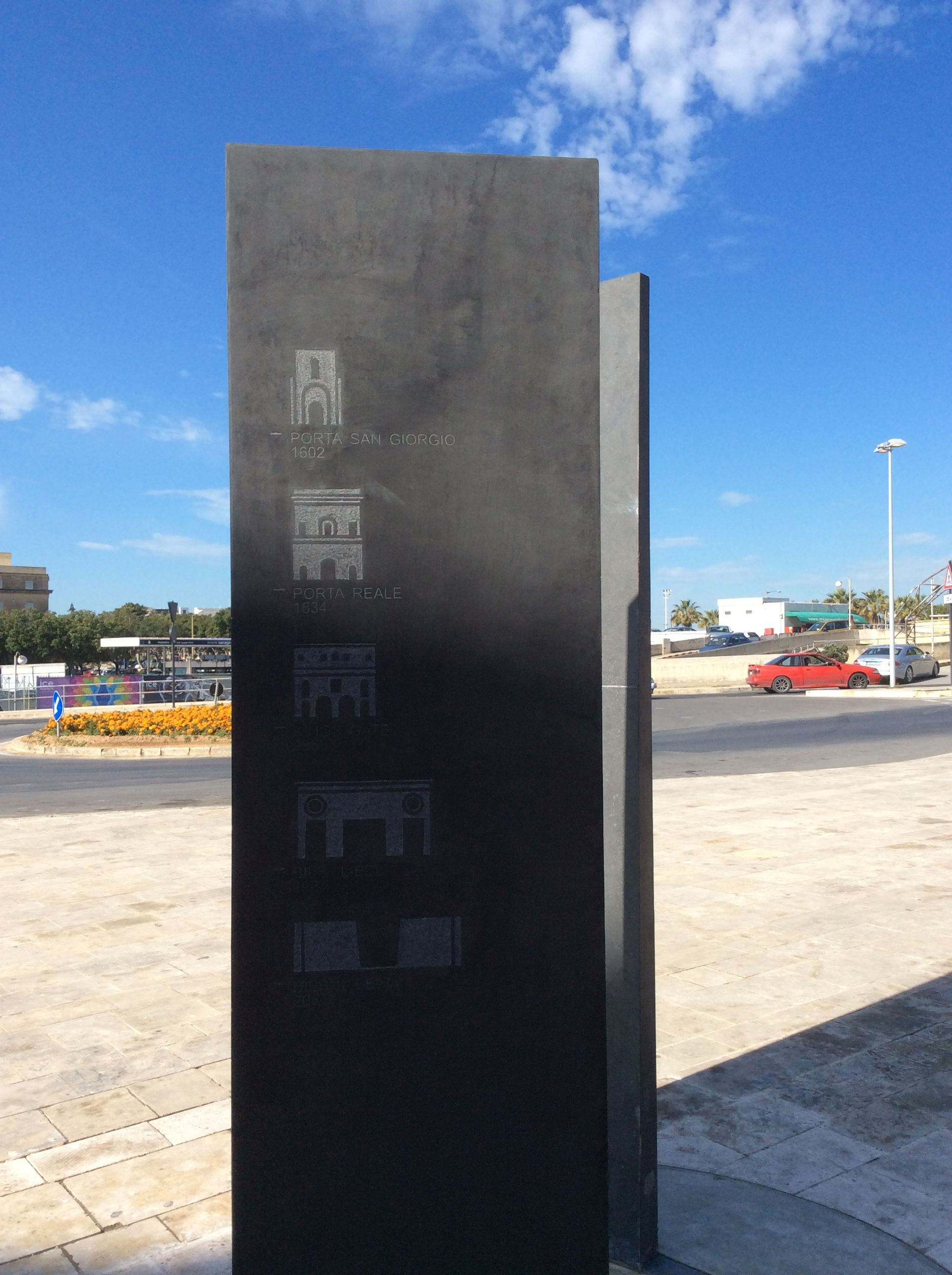
Parte de la instalación de arte Prospettiva que muestra las cinco puertas de la ciudad de La Valeta

La quinta y actual puerta de la ciudad se construyó entre 2011 y 2014 con diseños de Renzo Piano. Esta puerta es muy diferente de las anteriores, ya que consiste en una brecha en los baluartes, flanqueada por grandes bloques de piedra que se separan de los muros cortina por altas hojas de acero. Al igual que la cuarta puerta, también se construyó en el marco de un proyecto de remodelación de la entrada de la ciudad. El proyecto también convirtió las ruinas de la Ópera Real en un teatro al aire libre conocido como Pjazza Teatru Rjal, y se construyó una nueva Casa del Parlamento que ocupa parte de la Plaza de la Libertad
La nueva puerta de la ciudad, como el resto del proyecto de Piano, fue controvertida. La mayoría de los malteses acogieron con satisfacción la demolición de la cuarta puerta, aunque era uno de los pocos ejemplos de arquitectura racionalista italiana en la isla. Algunos críticos de la nueva puerta preferían un diseño más tradicional, similar al de la tercera puerta. La nueva puerta se ha comparado con el antiguo templo egipcio de Edfú, y los críticos afirman que la brecha en los baluartes está fuera de lugar en la ciudad, mayoritariamente manierista y barroca.

## Conmemoraciones
En octubre de 2014 se inauguró una instalación artística titulada Prospettiva en la avenida Girolamo Cassar, cerca de la terminal de autobuses. La instalación incorpora elementos de las cinco puertas que han estado en la entrada de La Valeta, y fue diseñada por el arquitecto Chris Briffa. La instalación conmemora la selección de La Valeta como Capital Europea de la Cultura en 2018.